# Gurdwara Darbar Sahib Angitha Sahib
Le Gurdwara Darbar Sahib Angitha Sahib est un temple important dans le sikhisme. Il se situe dans la ville de Khadur Sahib dans l'état du Pendjab en Inde, proche d'Amritsar en fait, la ville du Temple d'Or. Ce gurdwara est sacré car il a été construit sur le lieu où le corps de Guru Angad un des gourous fondateur du sikhisme a été incinéré. Proche de ce lieu saint, se trouve le pavillon nommé Khaddi Sahib ou Killa Sahib célèbre pour avoir été le théâtre d'une anecdote entre Guru Angad et celui qui devait devenir Guru Amar Das, troisième fondateur de la foi sikhe. Ce dernier portait un pot d'eau pour son ainé la nuit mais il est tombé dans un trou réussissant tout de même a sauvé le pot et l'eau. Guru Angad a alors dit qu'il était le protecteur des faibles, le soutien des misérables, sans doute aussi pour lui faire oublier sa blessure à la cheville due à sa chute. Peu de temps après avait lieu la cérémonie d'investiture de successeur de Guru Nanak nommant Guru Amar Das.